# Ponten
Le Ponten est une montagne culminant à 2 044 ou 2 045 m d'altitude dans les Alpes d'Allgäu, sur la frontière entre l'Allemagne et l'Autriche.
Il se situe au sud-est du Bschießer. Le Willersalpe se trouve au pied.
Le Ponten a plusieurs sentiers balisés. Il est souvent grimpé en même temps que le Bschießer lorsque l'on prend le chemin entre le Willersalpe et le Zipfelsalpe.